# Irgun Zwai Leumi

Logo der Irgun

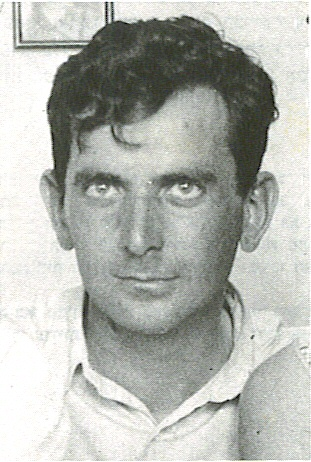
Avraham Tehomi, der erste Kommandeur der Irgun

Die Irgun Zwai Leumi (hebräisch אִרְגּוּן צְבָאִי לְאֻמִּי Irgūn Zvaʾī Ləʾummī, deutsch ‚Nationale Militärorganisation‘, Abkürzung IZL oder Etzel), auch lediglich Irgun, war eine jüdische, von 1931 bis 1948 bestehende zionistische paramilitärische Terrororganisation  im britischen Mandatsgebiet Palästina vor der israelischen Staatsgründung. Sie stand der Weltunion der Zionistischen Revisionisten von Wladimir Jabotinsky nahe, welcher von 1937 bis 1940 auch Oberkommandierender war.
In Folge des Arabischen Aufstandes verübte die Gruppe terroristische Anschläge gegen die arabische Bevölkerung. Später richteten sich die Anschläge vermehrt gegen die britische Mandatsmacht. Zu den bekanntesten Operationen gehören der Bombenanschlag auf das King David Hotel 1946 mit über 90 Opfern und die Teilnahme am Massaker von Deir Yasin 1948 mit über 100 Opfern. Nach Ausrufung der Unabhängigkeit Israels im Jahr 1948 löste dessen Regierung die Organisation auf, wobei Widerstand teilweise mit Waffengewalt gebrochen werden musste, und integrierte deren Mitglieder in die Israelischen Verteidigungsstreitkräfte.

## Name
Als Langform wird genauer auch ha-ʾIrgun ha-Zvaʾi ha-Ləʾummi bə-ʾEretz Jisraʾel (hebräisch הָאִרְגּוּן הַצְּבָאִי הַלְּאֻמִּי בְּאֶרֶץ יִשְׂרָאֵל, „Die nationale Militärorganisation im Land Israel“) gebraucht. Außerhalb Israels ist die Kurzform Irgun (ארגון ‚Organisation‘) gebräuchlich, innerhalb Israels wird das Akronym ʾEtzel (hebräisch אצ״ל) – ausgehend von den hebräischen Anfangsbuchstaben des Namens – benutzt.

## Ziele
Die Irgun strebte die Gründung eines jüdischen Staates in den Grenzen des Britischen Mandatsgebietes von Palästina an, gemäß dem Plan der Balfour-Deklaration von 1917. Sie engagierte sich deshalb bis 1940 zusammen mit anderen Organisationen für die Einwanderung von Juden nach Palästina (Alija Bet). Die Einwanderung von Juden wurde von den Briten in der Folge stark eingeschränkt (Weißbuch von 1939). Daraufhin begann die Irgun den bewaffneten Kampf. Insbesondere während der Zeit des Nationalsozialismus und des Holocausts wurden jüdische Flüchtlinge abgewiesen und zurück nach Europa in ihren sicheren Tod geschickt. Aufgrund dieser Entwicklung richtete die Irgun ihre Aktivitäten zunächst gegen die britische Mandatsmacht. Ideologisch waren die Untergrundaktivitäten stark von Jabotinskys Betar-Jugend geprägt, die sich heute selbst als „die Wiege des Likud“ bezeichnet.

## Logo

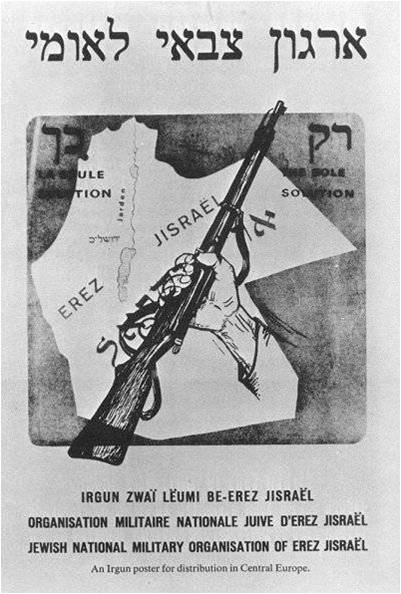
Poster der Irgun zur Verteilung in Europa

Das Logo der Irgun zeigt das skizzierte Gebiet des Britischen Mandates von Palästina einschließlich Transjordaniens, das als Ganzes für den zu gründenden Staat Israel beansprucht wurde. Der Arm mit dem Gewehr ist ein Symbol des bewaffneten Kampfes, die Zinnen auf dem Wappen symbolisieren Wehrhaftigkeit, die beiden Ölzweige unten dagegen den Willen zum Frieden.
Die hebräischen Worte ארגון צבאי לאומי (oben im Bild) bedeuten „Nationale Militärorganisation“; רק כך: „Nur so!“

## Geschichte

### Anfänge und Arabischer Aufstand
Die Irgun spaltete sich 1931 unter der Führung von Avraham Tehomi von der zionistischen Untergrundorganisation Hagana ab, um zunächst mit eigenen Verbänden einen wirkungsvolleren Schutz für die Juden in Palästina zu erreichen, nachdem 1929 antijüdische Ausschreitungen im Massaker von Hebron gegipfelt waren.
Tehomi und weitere den Allgemeinen Zionisten und Liberalen Nahestehende kehrten 1936 während des Großen Arabischen Aufstands zur Hagana zurück, um die Kräfte zu bündeln. Diese Abspaltung führte zu einer Radikalisierung der Irgun, die vor allem in der Zeit zwischen 1937 und 1939 unter der militärischen Führung von Mosche Rosenberg (1937–1938) und dem Oberkommando von Wladimir Zeev Jabotinsky (1938–1940) zahlreiche Bombenanschläge auf Cafés, Marktplätze und britische Polizeistationen durchführte.

### Illegale Einwanderung

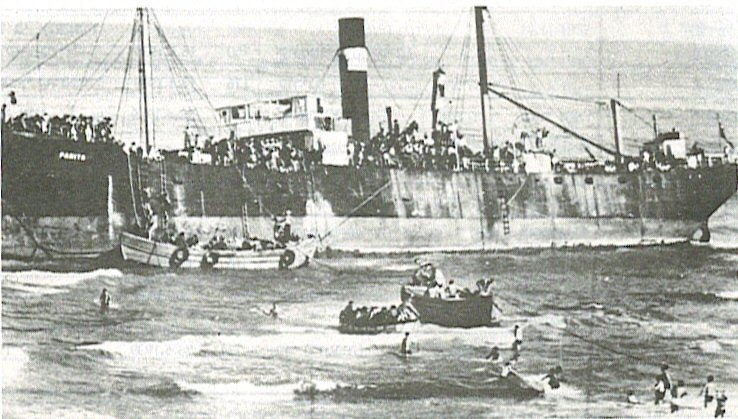
Ausschiffung von Migranten von der gestrandeten Parita, Tel Aviv, 1939

In den 1920er Jahren, als es praktisch keine Einwanderungsrestriktionen gegeben hatte, kamen nur wenige Juden nach Palästina. Das änderte sich 1933 mit der Machtergreifung der Nationalsozialisten in Deutschland. Nun versuchten zahlreiche Emigranten eines der limitierten britischen Einwanderungszertifikate zu erhalten. Die Zionisten hielten die Einwanderungsbeschränkung für einen Verstoß gegen die Balfour-Deklaration und sahen es als ihr Recht und ihre Pflicht an, die Restriktionen zu umgehen. Nachdem Jabotinsky 1935 mit der Jewish Agency for Israel, die auch die Immigration administrierte, gebrochen hatte, wurde seinen Anhängern eine entsprechende Zuteilungsquote für die Zertifikate verweigert. Jabotinsky organisierte mit der Jugendorganisation Betar und der Irgun von 1937 bis 1940 die illegale Einwanderung (Alija Bet) von geschätzten neun- bis fünfundzwanzigtausend europäischen Juden hauptsächlich aus Polen.
Die Organisation wurde bis 1939 insgeheim von der polnischen Regierung unterstützt, die aus antisemitischen Motiven die Ausreise einer möglichst großen Zahl jüdischer Bürger aus Polen erreichen wollte. Die Nationalsozialisten hatten zu dieser Zeit ebenfalls nichts gegen eine jüdische Auswanderung aus dem Reich. SS-Offiziere wie Adolf Eichmann ermutigten die Migrationsanstrengungen der Irgun. Nach dem Anschluss Österreichs und der Zerschlagung der Tschechoslowakei 1938 schmuggelte die Irgun auch Migranten, die keine Revisionisten waren, nach Palästina. Das zionistische Establishment, die USA und Großbritannien warfen der Irgun vor, auf „schwimmenden Särgen“ „unerwünschte Elemente“ aus den Reihen der europäischen Juden nach Palästina zu bringen.

### Während des Zweiten Weltkrieges
Mit Beginn des Zweiten Weltkrieges sah die Irgun im Nationalsozialismus den gefährlicheren Feind und stoppte ihre Angriffe auf die Briten. Einige Angehörige der Irgun traten sogar der British Army bei. 1940 starb Jabotinsky. Sein Nachfolger David Raziel schloss ein Abkommen mit Generalinspektor Alan Saunders (1886–1964) von der Palestine Police und arbeitete mit den Briten zusammen. Unter Raziels Anhängern waren Yitzhak Berman und Menachem Begin. 1940 spalteten sich die Maximalisten um Avraham Stern und Jitzchak Schamir von der Irgun ab, da sie weiterhin in den Briten den Hauptfeind sahen. Sie gründeten die Terrororganisation Lechi, die Anschläge auf Briten und ihre Einrichtungen im Mandatsgebiet durchführten und zu diesem Zweck Hilfe vom faschistischen Italien und dem nationalsozialistischen Deutschland erhofften.
Hillel Kook alias Peter Bergson übernahm nach Jabotinskys Tod die Leitung der amerikanischen Irgun-Delegation. Unter seiner Leitung wurden partei- und religionsübergreifende Kampagnen (wie z. B. We Will Never Die) zur Schaffung einer jüdischen Armee (in Anlehnung an die jüdische Legion im Ersten Weltkrieg) und für konkrete Schritte zur Rettung der Juden vor dem Holocaust durchgeführt. Erst 1944 wurde von US-Präsident Roosevelt auch aufgrund dieser Kampagnen das War Refugee Board gegründet.
Im Dezember 1943 übernahm Begin die Führung der Irgun und nahm 1945 den Kampf gegen die Briten wieder auf.

### Zwischen Kriegsende und Unabhängigkeit
Unter Begins Führung verübte die Irgun im Juli 1946 den Anschlag auf das King David Hotel in Jerusalem, das damals einige Abteilungen der britischen Mandatsregierung und Büros des Generalstabs der britischen Armee für Palästina beherbergte. Als Hotelangestellte verkleidet, platzierten sie in Milchkannen mehrere Bomben im Gebäude. Dem Anschlag fielen 91 Menschen zum Opfer: 41 Araber, 28 Briten, 17 Juden und fünf weitere Personen. Begin behauptete, die Menschen in dem Hotel seien durch drei Telefonanrufe vor den bevorstehenden Explosionen gewarnt worden. Britischerseits wurde dies dementiert. Der Anschlag führte zum endgültigen Bruch mit der Hagana. Die Hagana initiierte infolgedessen eine Serie von Operationen gegen Irgun und Lechi. Der britische Premierminister Winston Churchill und große Teile der britischen politischen Elite wandten sich aufgrund der Terroranschläge der beiden Organisationen von der Unterstützung des Zionismus ab.

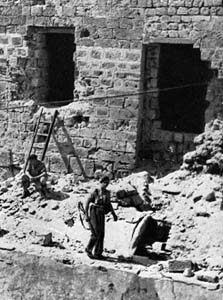
Zitadelle Akko: Das Loch in der Mauer, das die Irgun 1947 sprengte

Am 4. Mai 1947 befreite die Irgun gewaltsam 200 Gefangene aus der Zitadelle von Akkon, die von den Briten als Gefängnis genutzt wurde. Zu diesem Zweck sprengten sie von der heute in Erinnerung dieses Ereignisses Rechov Portzej ha-Mivtzar (רְחוֹב פּוֹרְצֵי הַמִּבְצָר ‚Straße der Einbrecher in die Festung‘; شارع اللص في القلعة, DMG Šāriʿ al-Laṣi fī al-Qalʿa) genannten Straße zugemauerte Öffnungen in der südlichen Mauer auf. Das Irgun-Kommando hatte sich unbemerkt über das Dach des Ḥammāms gegenüber vom Gefängnis genähert. Dabei wurden 41 Häftlinge befreit, die zu Irgun oder Lechi gehörten, und 214 weitere, vor allem arabische Gefangene, entkamen. Inhaftierte Anhänger der Hagana lehnten die gewaltsame Befreiung ab und verblieben im Gefängnis. In dem Gefecht, das sich außerhalb des Gefängnisses zwischen Einbrechern sowie palästinensischer Polizei und britischen Armeetruppen entwickelte, wurden drei der Eindringlinge und sechs der fliehenden Häftlinge getötet. Dreizehn wurden gefangen, drei von ihnen – Avschalōm Ḥabīb (אַבְשָׁלוֹם חָבִּיבּ; 1926–1947), Me'īr Naqqar (מֵאִיר נַקָּר; 1926–1947) und Jaʿaqov Imre Weiss (יַעֲקֹב וַייְס; 1924–1947) wurden angeklagt und zum Tode verurteilt.
Die Irgun hatte wiederholt britische Angehörige der Sicherheitsorgane entführt und ihre Ermordung angedroht, um Absagen von Hinrichtungen ihrer zum Tode verurteilten Mitglieder oder deren Begnadigungen zu Haftstrafen zu erpressen, und im Falle britischen Beharrens verübt.
Am 12. Juli 1947 hatte die Irgun die britischen Sergeanten Clifford Martin und Mervyn Paice als Geiseln entführt, die zu finden und zu befreien Briten und Hagana sich auf die Suche begaben. Ḥabīb, Naqqar und Weiss sollten ohne den üblichen Vorlauf hingerichtet werden, um keine Zeit für eine weitere Entführung zu lassen. Daraufhin weigerte sich Superintendent of Jail (Gefängnisdirektor) G. E. C. Charlton, die Exekution zu leiten, weil durch die kurzfristige Anberaumung des Termins den Todeskandidaten und ihren Angehörigen die ihnen zustehenden Abschiedsbesuche und -briefe verwehrt bleiben mussten. Major Charlton wurde als Superintendent durch Gefängnisinspektor P. J. Hackett ersetzt, dem Andrew Clowe, Superintendent des Gefängnisses Nablus, als Henker assistierte. Die Hinrichtungen fanden, wie von Hochkommissar Alan Cunningham kurzfristig befohlen, am 29. Juli 1947 am Galgen im Gefängnis Akkon statt (Vgl. Olei haGardom). Die Irgun reagierte öffentlichkeitswirksam, indem sie ihre Geiseln in gleicher Weise hängte. Fotos der beiden Ermordeten lösten in Großbritannien antisemitische Ausschreitungen aus. Etwa zwei Monate später verkündete die britische Regierung den Entschluss zur Beendigung des Mandats.

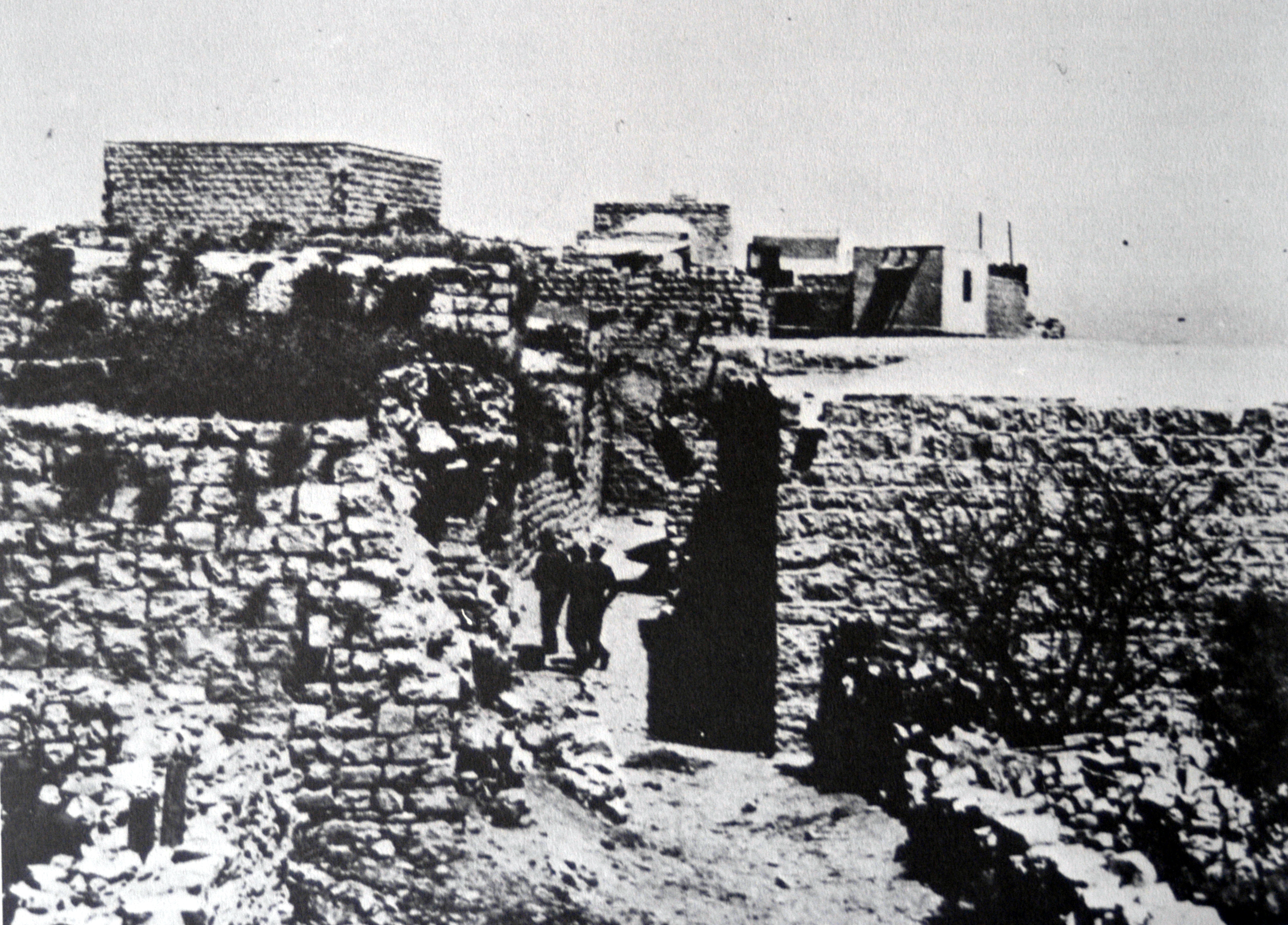
Das Dorf Deir Yasin, wo die Irgun zusammen mit Lechi ein Massaker verübte

Bei der Einnahme eines zwei Kilometer westlich der Stadt gelegenen arabischen Dorfes im Zuge der Schlacht um Jerusalem richteten Irgun gemeinsam mit Lechi am 9. April 1948 das Massaker von Deir Yasin an. Über einhundert Araber wurden getötet, die meisten davon Zivilisten, darunter viele Frauen, Kinder und alte Menschen. Das arabische Dorf Deir Yasin war zuvor eine Nachbarschaftsvereinbarung mit der nahegelegenen jüdischen Siedlung Giv’at Shaul eingegangen, keine Kämpfer einer Seite aufzunehmen, um sich aus den Kampfhandlungen herauszuhalten. Während des Angriffes verschanzten sich die Dorfbewohner in ihren Häusern und leisteten Widerstand. Die militärisch ungeschulten und schlecht ausgerüsteten Angreifer scheuten den Nahkampf in den verwinkelten Gebäuden, so dass sie von Haus zu Haus gingen und Handgranaten durch die Fenster warfen. Insbesondere diese Vorgehensweise führte zu der hohen Zahl an toten Zivilisten. Benny Morris, Professor an der Ben-Gurion-Universität im Negev schreibt, dass Überlebende, unter ihnen Frauen und Kinder, anschließend auf LKWs durch Westjerusalem gefahren wurden, wo sie verhöhnt, bespuckt und mit Steinen beworfen wurden. Mindestens ein Teil dieser Vorgeführten wurde wahrscheinlich anschließend getötet. Zudem kam es zu Plünderungen, Misshandlungen und Vergewaltigungen. Jüdische Führung und Hagana verurteilten das Vorgehen, die Jewish Agency for Israel bat den jordanischen König Abdallah ibn Husain I. für das Massaker um Verzeihung, was dieser ablehnte. Vier Tage später, am 13. April 1948, massakrierten bei einem Vergeltungsangriff arabische Freischärler am Skopus-Berg einen Sanitätskonvoi, wobei 77 Juden starben und 23 verletzt wurden, die meisten davon Ärzte und Krankenschwestern.

### Auflösung (1948)

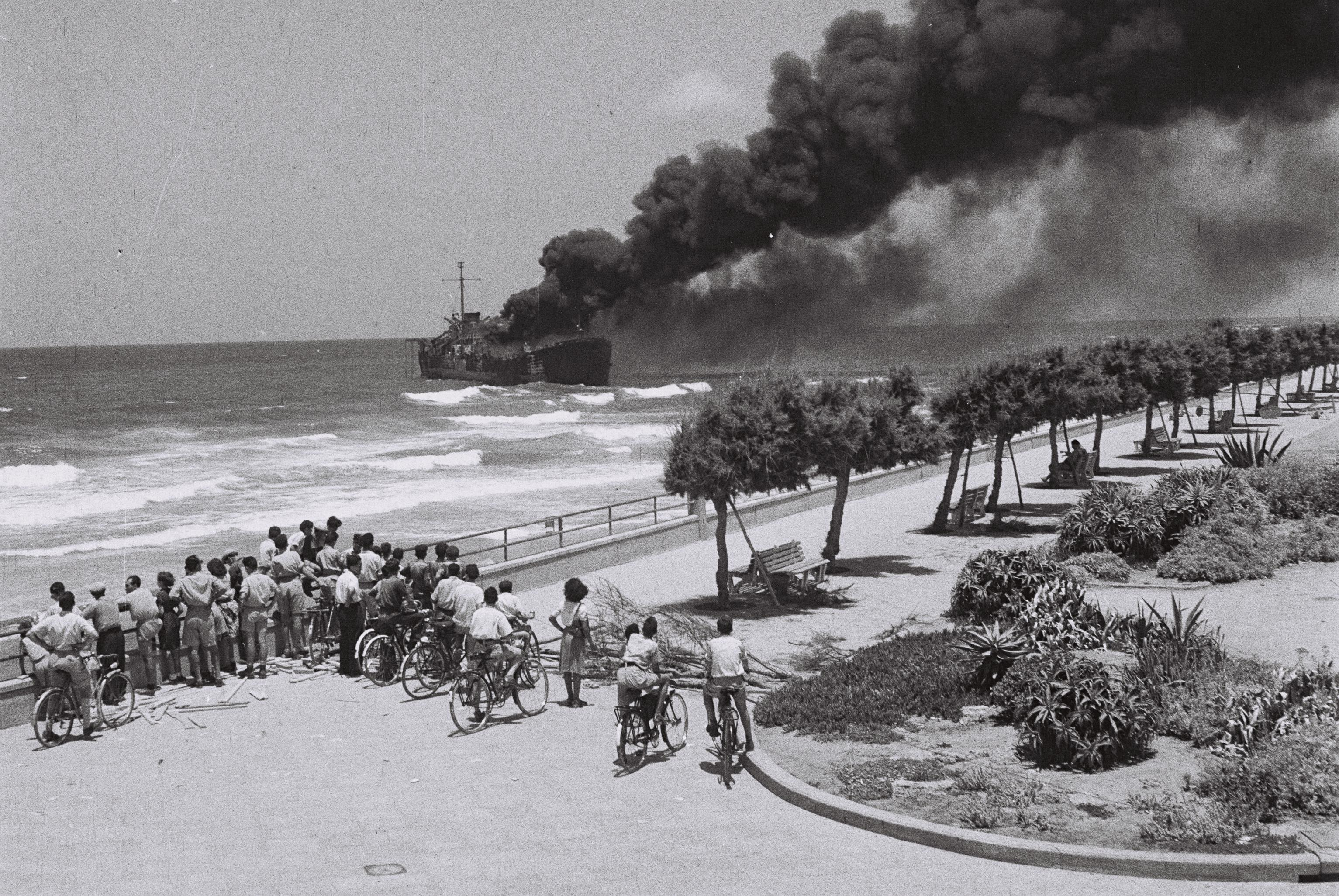
Das von der israelischen Armee in Brand geschossene Transportschiff Altalena, mit dem die Irgun Waffen schmuggeln wollte

Nach der Staatsgründung Israels im Mai 1948 beschloss dessen Regierung die Auflösung der Irgun und die Unterstellung ihrer etwa 4000 Kämpfer unter das Kommando der von der Hagana dominierten israelischen Armee. Die Irgun schloss zwar Anfang Juni 1948 eine entsprechende Vereinbarung, hielt sich jedoch nur eher halbherzig daran. Einer der schwerstwiegenden Verstöße war der Altalena-Zwischenfall, bei dem 16 Irgun-Kämpfer und drei israelische Soldaten ums Leben kamen. In der Folge wurden über zweihundert Irgun-Kämpfer vorübergehend inhaftiert und der Rest zwangsweise in die Armee eingegliedert. Nur im belagerten Jerusalem blieb ein 400 Mann starkes Bataillon der Irgun zunächst selbstständig, übergab aber im September nach einem Ultimatum seine Waffen der Armee.

### Nachwirkungen
Der politische Flügel der Irgun sammelte sich in der von Begin gegründeten Cherut-Partei, die jedoch erst an Einfluss gewann, nachdem sie 1973 in einem Mitte-rechts-Bündnis den Kern des Likud-Blocks bildete.

## Kommandeure
Oberkommandeur: 1937–1940 Wladimir Zeev Jabotinsky
- 1931–1937 Avraham Tehomi
- 1937–1937 Robert Bitker
- 1937–1938 Mosche Rosenberg
- 1938–1939 David Raziel
- 1939–1939 Hanoch Kalai
- 1939–1939 Benyamin Zeroni
- 1939–1941 David Raziel
- 1941–1943 Ya’akov Meridor
- 1943–1948 Menachem Begin

## Museen

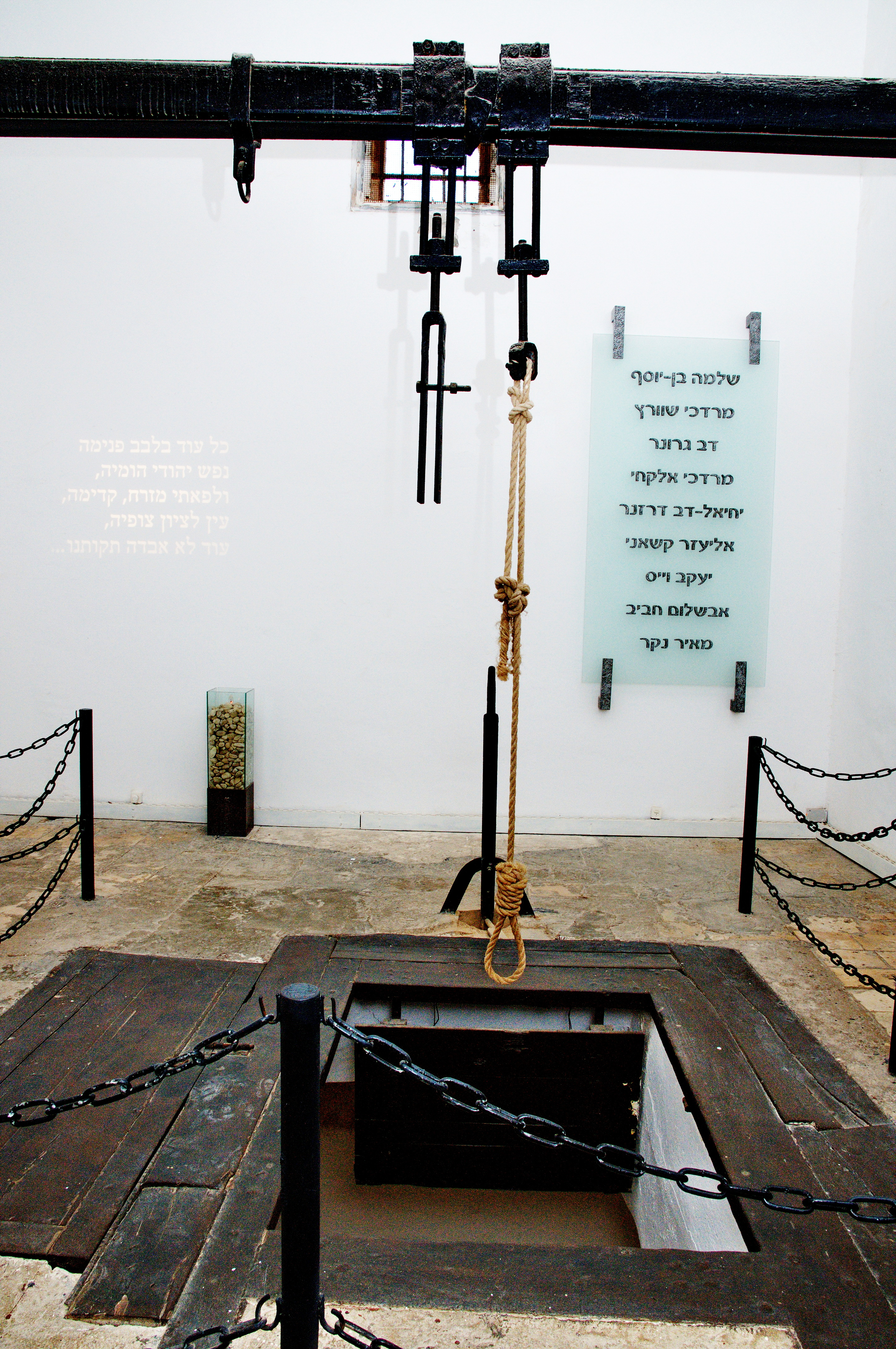
Museum des Untergrunds: Ehemaliger Galgen, 2013

Wie auch die beiden anderen Vorgängerorganisationen der israelischen Streitkräfte, der Hagana und der Lechi, verfügt der Irgun über ein Museum in Tel Aviv, welches in der King-George-Straße gelegen ist. Dieses beleuchtet die gesamte Geschichte der Organisation.
Zusätzlich besteht am Strand von Tel Aviv das Etzel 1948-Museum, in dem die Geschichte der Etzel während des Israelischen Unabhängigkeitskrieges dargestellt wird. Auf der Webseite des Museums heißt es dazu: „Die Museumsdarstellung beschreibt den Auszug aus dem Untergrund und den Übergang zu einem offenen Krieg. Im Mittelpunkt steht eine Beschreibung der Kampagne zur Befreiung Jaffas in der Pessachwoche 1948; historische Dokumente, Fotos und Filme, Zeitungsausschnitte, Karten, Modelle und Waffen sowie eine multimediale Information für die Besucher, die Informationen über die Aktivitäten der Organisation, ihre Krieger und die Gefallenen der Kampagne von 1948 enthält.“ Das Museum untersteht dem israelischen Verteidigungsministerium.